# City (манґа)
«City» («Місто», стилізовано великими літерами як «CITY») — серія манґи, написана та ілюстрована Кеїчі Араві. Її серіалізація розпочалася у вересні 2016 року в японському сейнен журналі «Morning» видавництва Kodansha. На даний момент видано 13 томів у форматі танкобон. У Північній Америці ліцензією на серію володіє компанія Vertical.
Анонсовано створення аніме-телесеріалу під назвою «City the Animation», виробництвом якого займається студія Kyoto Animation. Прем'єра відбулась у липні 2025 року і стала першим несиквельним аніме студії за шість років.

## Сюжет
Сюжет розгортається навколо тріо «Монблан», до якого входять другокурсниці Мідорі Наґумо та Вако Ідзумі, а також першокурсниця Аюму Ніїкура. Вони проживають своє життя серед мешканців міста, що має назву CITY.

## Персонажі

### Тріо «Монблан»
Мідорі Наґумо (яп. 南雲 美鳥, Nagumo Midori)
Сейю: Мікако Комацу
20-річна студентка другого курсу Університету Монблан. Працює офіціанткою в бістро «Вестерн Макабе» та мешкає в гуртожитку Мокумесей.
Аюму Ніїкура (яп. 新倉 (にーくら), Niikura)
Сейю: Акі Тойосакі
18-річна першокурсниця того ж університету, що й Наґумо та Вако. Мріє стати фотографом. Також проживає в гуртожитку Мокумесей.
Wako Izumi (яп. 泉 わこ, Izumi Wako)
Сейю: Вако Ідзумі
Подібно до Наґумо, є другокурсницею того ж університету, що й Наґумо та Ніїкура і також мешкає в гуртожитку Мокумесей. Характеризується легковажною вдачею та схильністю переслідувати Наґумо.

### Сім'я Макабе
Цурубіші Макабе (яп. 真壁 鶴菱, Makabe Tsurubishi)
Сейю: Йошіхіса Кавахара
Власник та шеф-кухар сімейного ресторану, що спеціалізується на стравах західної кухні. Одружений з археологинею, батько Татеваку та Мацурі.
Татеваку Макабе (яп. 真壁 立涌, Makabe Tatewaku)
Сейю: Мію Іріно
Учень другого року старшої школи, запасний гравець шкільної футбольної команди. Старший брат Мацурі.
Мацурі Макабе (яп. 真壁 まつり, Makabe Matsuri)
Сейю: Аяка Нанасе
Учениця середньої школи, яка проводить вільний час зі своєю найкращою подругою Еччан. Молодша сестра Татеваку.
Обаба (яп. 御婆, Obaba)
Сейю: Казутомі Ямамото
Теща Цурубіші та бабуся Татеваку й Мацурі. Власниця гуртожитку Мокумесей, де проживає тріо «Монблан».

### Сім'я Адатара
Доктор Адатара (яп. 安達太良博士, Adatara-hakase)
Сейю: Такехіто Коясу
Глава родини, науковець на пенсії.
Пан Адатара (яп. 安達太良父, Adatara-chichi)
Сейю: Такехіто Коясу
Власник винного магазину. Разом з пані Адатара має п'ятьох дітей.
Пані Адатара (яп. 安達太良母, Adatara-haha)
Сейю: Маюмі Асано
Дружина пана Адатара та мати їхніх п'ятьох дітей.
Тацута Адатара (яп. 安達太良 達太, Adatara Tatsuta)
Сейю: KENN
Старший син у родині. Колишній футболіст, нинішній спадкоємець сімейного винного магазину.
Камоме Адатара (яп. 安達太良 かもめ, Adatara Kamome)
Сейю: Коко Хаяші
Старша донька в родині. Раніше була менеджером Шії Адзумаї.
Рьота Адатара (яп. 安達太良 良太, Adatara Ryōta)
Сейю: Сатоші Іномата
Другий син та середня дитина в родині, однокласник Татеваку та Ріко. Серед однолітків відомий як «сучасний Вільгельм Телль».
Умі Адатара (яп. 安達太良 うみ, Adatara Umi)
Сейю: Харуна Фукушіма
Старша з близнят.
Сора Адатара (яп. 安達太良 そら, Adatara Sora)
Сейю: Юкі Темма
Молодша з близнят.

### Інші персонажі
Ріко Ідзумі (яп. 泉 りこ, Izumi Riko)
Сейю: Ю Вакуї
Молодша сестра Вако, учениця старшої школи Мінамі.
Ері Амаказарі (яп. 雨飾 えり, Amakazari Eri)
Сейю: Azusa Tadokoro
Учениця молодшої середньої школи Мінамі, найкраща подруга Мацурі. Її прізвисько — Еччан.
Камабоко Оні (яп. 鬼 カマボコ, Oni Kamaboko)
Сейю: Ю Міядзакі
Автор та сусід тріо «Монблан» у гуртожитку Мокумесей, який пише та ілюструє манґу «Ракутан-кун» для журналу «Weekly City».
Тодорокі (яп. 轟)
Сейю: Рьота Сузукі
Редактор, який працює в журналі «Weekly City» та є відповідальним за серіалізацію манґи Камабоко.
Ії Хіто (яп. いい人)
Сейю: Кійоміцу Мізуучі
Стоїчна людина, яка сама себе описує як добру.
Суміре Сакуракомі Танабе (яп. タナベ菫桜子美, Tanabe Sumire Sakurakomi)
Сейю: Юко Ґото
Відставна офіцерка поліції та вихована жінка, яка часто винагороджує мешканців Сіті за їхні добрі вчинки.
Хотака (яп. 穂高)
Сейю: Джін Домон
Дворецький Танабе.
Ріндо Обіна (яп. 帯那林道, Obina Rindō)
Сейю: Макото Канеко
Капітан футбольної команди старшої школи Сіті-Південь, де Татеваку є запасним гравцем.
Ямато Курогане (яп. 黒金大和, Kurogane Yamato)
Сейю: Ацуші Косака
Член футбольної команди старшої школи Сіті-Південь
Текарідаке Нобутеру (яп. 光岳伸晃, Nobuteru Tekaridake)
Сейю: Дзюн Фукуяма
Лідер театральної групи «Текарідаке» Університету Монблан.

## Медіа

### Манґа
Серію написано та ілюстровано Кеїчі Араї. Її серіалізація розпочалася 29 вересня 2016 року в журналі «Morning» видавництва Kodansha. Завершилася серія 4 лютого 2021 року. Kodansha видало серію у 13 томах. На честь виходу останнього тому було проведено онлайн-конкурс автографів. Через три роки після завершення, 12 грудня 2024 року, серія повернулася до публікації в журналі «Morning».
На виставці Anime Expo 2017 видавництво Vertical оголосило про ліцензування серії для публікації англійською мовою.

#### Список томів
| №  | Дата виходу       | ISBN                   |
| -- | ----------------- | ---------------------- |
| 1  | 23 березня 2017   | ISBN 978-4-06-388708-2 |
| 2  | 21 квітня 2017    | ISBN 978-4-06-388719-8 |
| 3  | 22 вересня 2017   | ISBN 978-4-06-510229-9 |
| 4  | 23 березня 2018   | ISBN 978-4-06-511157-4 |
| 5  | 23 липня 2018     | ISBN 978-4-06-512026-2 |
| 6  | 22 листопада 2018 | ISBN 978-4-06-513610-2 |
| 7  | 22 березня 2019   | ISBN 978-4-06-514954-6 |
| 8  | 23 липня 2019     | ISBN 978-4-06-516295-8 |
| 9  | 21 листопада 2019 | ISBN 978-4-06-517782-2 |
| 10 | 23 березня 2020   | ISBN 978-4-06-518933-7 |
| 11 | 20 серпня 2020    | ISBN 978-4-06-520306-4 |
| 12 | 20 листопада 2020 | ISBN 978-4-06-520307-1 |
| 13 | 23 квітня 2021    | ISBN 978-4-06-522116-7 |

### Аніме
21 вересня 2024 року було анонсовано створення аніме-телесеріалу під назвою «City the Animation». Виробництвом займатиметься студія Kyoto Animation і це стане першим несиквельним аніме студії за шість років (після підпалу студії Kyoto Animation). Режисером виступить Таїчі Ішідате, за дизайн персонажів та головну анімацію відповідатиме Тамамі Токуяма, за кольорову гаму — Кана Міята, за художнє оформлення — Шіорі Ямазакі, за 3D-графіку — Тацунорі Касе, за звукорежисуру — Йота Цуруока, а музику напише гурт The Piranhans. Прем'єра серіалу відбулась 7 липня 2025 року на телеканалі Tokyo MX та інших мережах. Початковою темою стане пісня «Hello» у виконанні Фуруі Ріхо, а завершальною — «Lucky» у виконанні TOMOO.

## Сприйняття
На San Diego Comic-Con у 2019 році Роб МакМонігал назвав серію найкращою триваючою серією для дорослих.
Більшість критиків високо оцінили серію. Шон Гаффні з A Case Suitable for Treatment похвалив серію, зазначивши, що вона «змусила його посміхнутися». Ян Вулф з Anime UK News висловив свою симпатію до серії, заявивши, що шанувальникам стилю Араї в «Nichijou» також сподобається ця серія.. Росс Локслі з UK Anime Network поділився схожою думкою про манґу, оцінивши її на сім балів і зазначивши, що для фанатів «Nichijou» це дев'ять, а для всіх інших — п'ять. Однак Кетрін Дейсі з The Manga Critic була більш критичною, назвавши жарти серії «втомленим фарсом», а персонажів — «надмірно неприємними».

## Нотатки
1. ↑  Прем'єра серіалу на Tokyo MX запланована на 6 липня 2025 року о 24:00, тобто фактично на 7 липня опівночі за японським часом.